# Gyeongsan
Gyeongsan (hangul 경산시, hanja 慶山市) är en stad i den sydkoreanska provinsen Norra Gyeongsang, som ligger strax öster om Daegu. Invånarantalet var 274 118 i slutet av 2020.
Centralorten hade 163 816 invånare i slutet av 2020 på en yta av 40,53 km². Den är indelad i sju stadsdelar (dong): 
Bukbu-dong,
Dongbu-dong,
Jungang-dong,
Jungbang-dong,
Nambu-dong,
Seobu 1-dong och
Seobu 2-dong.
Ytterområdet hade 110 302 invånare i slutet av 2020 på en yta av 371,24 km². Det består av tre köpingar (eup) och fem socknar (myeon):
Amnyang-eup,
Hayang-eup,
Jain-myeon,
Jillyang-eup,
Namcheon-myeon,
Namsan-myeon,
Wachon-myeon och
Yongseong-myeon.